# بن هوگن
 بن هوگن (انگلیسی: Ben Hogan؛ ۱۳ اوت ۱۹۱۲ – ۲۵ ژوئیهٔ ۱۹۹۷) یک گلف‌باز اهل ایالات متحده آمریکا بود.